# Субъект международного частного права
Субъе́кт междунаро́дного ча́стного пра́ва — лицо, обладающее по международному частному праву способностью осуществлять права и юридические обязанности (физические и юридические лица, а также государство); субъект права.

## Физические лица
Правовое положение физических лиц в гражданских правоотношениях раскрывается через категории правоспособности и дееспособности.
Гражданской правоспособностью физического лица считается его способность быть носителем гражданских прав и обязанностей, допускаемых объективным правом данной страны.
Гражданская правоспособность присуща человеку как жизнеспособному существу и не зависит от его умственных способностей, состояния здоровья и т. д.
В настоящее время лишение по суду гражданской правоспособности законодательством большинства государств не допускается.
Правоспособность физического лица прекращается с его смертью или с объявления его умершим на основании презумпции безвестного отсутствия в течение определенного в законе срока, или же (в некоторых странах) с объявления судебного решения о безвестном отсутствии.
Под гражданской дееспособностью физического лица понимается его способность своими действиями приобретать гражданские права и обязанности.
Для того чтобы быть дееспособным, человек должен осознавать и правильно оценивать характер и значение совершаемых им действий, имеющих правовое значение.
Законодательством большинства стран установлено, что дееспособным в полном объеме гражданин становится по достижении установленного в законе возраста, то есть совершеннолетия.

## Юридические лица
Правовое положение юридических лиц в международном частном праве раскрывается через категорию правоспособности юридического лица.
Различают общую и специальную правоспособность юридических лиц. При общей правоспособности юридическое лицо вправе приобретать гражданские права и нести гражданские обязанности, как и лицо физическое, за исключением таких прав и обязанностей, необходимой предпосылкой которых являются естественные свойства человека. При специальной правоспособности юридическое лицо вправе вступать в такие правоотношения, которые необходимы только для достижения указанной в законе или уставе цели.

## Государство как субъект международного частного права
Государство вступает в самые различные имущественные правоотношения с другими государствами, а также с международными организациями, юридическими лицами и отдельными гражданами других государств, выступая при этом субъектом международного частного права.
Различают два вида правоотношений, в которых участвуют государства:
- правоотношения, возникающие между государствами, а также между государством и международными организациями;
- правоотношения, в которых государство выступает в качестве только одной стороны; другой стороной в этих правоотношениях могут быть иностранные юридические лица, международные хозяйственные (немежгосударственные) организации и отдельные граждане.

Участие государства в отношениях, регулируемых международным частным правом, имеет свою специфику, которая заключается в следующем:
- государство — особый субъект гражданско-правовых отношений. Оно не является юридическим лицом, так как в своих законах само определяет статус юридического лица;
- к договору между государством и иностранным физическим или юридическим лицом применяется внутреннее право этого государства;
- в силу своего суверенитета государство имеет иммунитет, поэтому сделки с ним подвергнуты повышенному риску;
- в гражданских отношениях государство участвует на равных началах с другими участниками данных отношений.